# Saint-Jouin
Saint-Jouin è un comune francese di 203 abitanti situato nel dipartimento del Calvados nella regione della Normandia.

## Società

### Evoluzione demografica
Abitanti censiti